# Anton Görner
Anton Görner (23. prosince 1822 Stranné u Blíževedel – 3. srpna 1885 Achenseehof) byl rakouský právník a politik německé národnosti z Čech, v 60. a 70. letech 19. století poslanec Českého zemského sněmu.

## Biografie
Vystudoval gymnázium v Litoměřicích. Pak vystudoval práva na Karlo-Ferdinandově univerzitě, kde byl roku 1850 promován na doktora práv. Roku 1854 složil advokátní zkoušky a působil po sedm let jako zemský advokát v Českých Budějovicích. Zde byl také roku 1860 zvolen do obecního zastupitelstva. Po svém zvolení do zemského výboru (viz níže) roku 1861 ovšem shledal nutnost přesídlit trvale do Prahy. Roku 1869 získal Řád železné koruny a tudíž i titul rytíře. Šlo o ocenění jeho postojů během pruské okupace Prahy roku 1866, kdy uspořádal oslavu narozenin rakouského císaře, což se setkalo s velkým ohlasem veřejnosti. Zasedal ve výboru advokátní komory, podpůrného národnostního spolku Böhmerwaldbund. Byl rovněž viceprezidentem České banky Union.
Po obnovení ústavního systému vlády počátkem 60. let se zapojil i do vysoké politiky. V zemských volbách v Čechách roku 1861 byl zvolen na Český zemský sněm, kde zastupoval kurii venkovských obcí, obvod Kaplice, Nové Hrady, Vyšší Brod. Byl tehdy uváděn jako nezávislý německý kandidát. Roku 1861 byl také zvolen za člena zemského výboru, kde zpočátku vedl referát polytechniky, později referát pro zdravotní otázky. V této funkci se zasadil o reformu správy zemského ústavu pro choromyslné a založení Ústavu pro choromyslné v Kosmonosích. Poté, co v říjnu 1865 zemřel Adolf Maria Pinkas, nahradil ho Görner na postu intendanta německého zemského divadla. Mandát zemského poslance získal i v zemských volbách v lednu 1867, nyní za kurii venkovských obcí, obvod Česká Lípa, Mimoň, Hajda, Cvikov. Křeslo zde získal i v zemských volbách v březnu 1867. V zemských volbách roku 1870 byl zvolen na sněm za kurii městskou, obvod Cvikov, Mimoň. Mandát zde obhájil v zemských volbách roku 1872 a zemských volbách roku 1878. Patřil k tzv. Ústavní straně, která byla liberálně, centralisticky a provídeňsky orientovaná.
V závěru života se již veřejně neangažoval. Zemřel v srpnu 1885 na infart v Seehofu u Achensee.
Jeho manželkou byla spisovatelka Nora Görnerová. Měli dva syny, jeden byl doktorem filozofie (Karl von Görner, pozdější novinář a šéfredaktor listu (Linzer) Tages-Post), druhý studoval práva.